# Michael Caine (låt)
"Michael Caine" är den artonde singeln från det brittiska ska/popbandet Madness.
Texten skrevs av trumpetaren och andresångaren Chas Smash och musiken skrevs av trummisen Daniel Woodgate.
"Michael Caine" handlar egentligen inte om skådespelaren Michael Caine, utan om problemen på Nordirland som var jämförelsevis stora vid den här tiden. Det hindrade dock inte Madness från att få låna Michael Caines röst till refrängen, där han säger just: "I'm Michael Caine". Caine själv hade dock knappt aldrig hört talas om Madness (han levde mestadels i USA, och Madness var inte så stora där), utan det var Caines Madnesstokiga dotter som fick honom att gå med på det. Han medverkade dock inte i musikvideon. Dock sitter Madness och ser på en av hans filmer; "The IPCRESS File", som även handlingen i musikvideon är baserad på.  
I början av musikvideon ser man hur bandets pianist Michael Barson reser sig från pianot och går därifrån, för att inte vara med något mer, medan pianot fortsätter att spela av sig självt. Detta var tänkt att bli den sista Madnessvideon han medverkade i innan han lämnade bandet, men han medverkade dock även i den efterföljande "One Better Day".
"Michael Caine" låg åtta veckor på englandslistan och nådde som bäst en elfte placering. 
"Michael Caine" finns med på albumet "Keep Moving" och på de flesta av Madness samlingsskivor.
B-sidan "If You Think There's Something" finns med på samlingsboxen The Business.
Det tyska EBM-bandet And One släppte en cover av låten på albumet 9.9.99 9uhr som släpptes 1998.

## Låtlista
7" vinyl
1. "Michael Caine" (Carl Smyth, Daniel Woodgate) – 3:39
2. "If You Think There's Something" (Michael Barson) – 3:08

12" vinyl
1. "Michael Caine (extended version)" (Smyth, Woodgate) – 3:44
2. "Michael Caine" (Smyth, Woodgate) – 3:39
3. "If You Think There's Something" (Barson) – 3:08